# Meloenpit
Een meloenpit is het zaad van een watermeloen. Diverse soorten meloenpitten zijn eetbaar en worden dan ook in de handel gebracht. Men kan gezouten en gedroogde watermeloenpitten onder andere onder de naam kwatji of kwaci in de toko vinden. Deze naam is afkomstig uit Indonesië.
Watermeloenpitten worden in diverse Aziatische landen gegeten. In Thailand zijn ze te koop onder de naam melit tang mo.
Het pellen van een watermeloenpit wordt doorgaans gedaan door de spitse kant ervan tussen de tanden te kraken.